# كيسة الجهاز العصبي المركزي
كيسة الجهاز العصبي المركزي نوع من الكيسات يظهر في جزء من الجهاز العصبي المركزي ويؤثر عليه. عادة ما تكون الكيسات حميدة يملؤها السائل الدماغي الشوكي أو الدم أو الخلايا السرطانية. تصنف كيسات الجهاز العصبي المركزي في فئتين: كيسات تنشأ من غير أنسجة الجهاز العصبي المركزي، وتنتقل إلى جزء من الجهاز العصبي المركزي وتتشكل فيه، وكيسات تنشأ من أنسجة الجهاز العصبي المركزي نفسها. توجد ضمن هاتين الفئتين الكثير من أنواع كيسات الجهاز العصبي المركزي التي جرى التعرف عليها من خلال دراسات سابقة.

## التصنيف

### كيسات تنشأ من غير أنسجة الجهاز العصبي المركزي
أصل الكيسات في هذا التصنيف هو الأديم الباطن (الطبقة الداخلية) والأديم الظاهر (الطبقة الخارجية) من الطبقات المنتشة القحفية أو الشوكية. عادة ما تظهر على المحور العصبي، أي محور الجهاز العصبي المركزي الذي يحدد كيف يتوضع الجهاز العصبي، ويسمح للكيسات بالوصول إلى أنسجة الجهاز العصبي المركزي. توجد الكيسات في المنطقة القريبة من الغدة الصنوبرية، والصهريج التصالبي، والزاوية المخيخية الجسرية. تكون الكيسات في هذه الأماكن واسعة وتنمو باستمرار. تتضمن بعض الأمثلة على الكيسات التي تنشأ من غير أنسجة الجهاز العصبي المركزي ما يلي:
- كيسات الأورام المسخية (تحتوي على أنواع متعددة من أنسجة الجسم)
- الكيسات الجلدانية
- كيسة شق راتكه
- الكيسات الصنوبرية
- الكيسات المرتبطة بالأورام
- الكيسات الظهارية التي تنشأ من السبيلين التنفسي والهضمي العلويين.

### كيسات تنشأ من أنسجة الجهاز العصبي المركزي
تظهر هذه الفئة من الكيسات في مناطق الأنسجة الميتة في الدماغ بعد الإصابات أو الأمراض أو التشوهات التي تحدث بسبب الطبيعة غير التجديدية للجهاز العصبي المركزي. يمكن أن تنشأ هذه الكيسات من جميع الطبقات المنتشة في الجهاز العصبي المركزي، ولكنها أكثر شيوعًا في الأم العنكبوتية، والجهاز البطيني، ما قد يسد مسارات السائل الدماغي الشوكي. يمكن أن تكون هذه الكيسات ثابتة أو مترقية. بعض الأمثلة على الكيسات الناشئة من أنسجة الجهاز العصبي المركزي تشمل:
- الكيسات العنكبوتية
- كيسات البطانة العصبية
- الأورام النجمية المخيخية الكيسية[4]
- الكيسات الغروانية

## العلامات والأعراض
تُقيّم الأعراض في كل حالة على حدة. يمكن أن تكون بعض الكيسات في الجهاز العصبي المركزي دون أعراض، اعتمادًا على موقعها في الدماغ أو الحبل الشوكي. إذا تطورت الكيسات في مناطق حرجة في الجهاز العصبي المركزي، يظهر واحد أو أكثر من الأعراض التالية:
- الضغط في الحبل الشوكي أو الدماغ
- تمزق الأعصاب حول الكيسة
- ضعف في أجزاء معينة من الجسم التي تتحكم بها منطقة الدماغ المصابة بالكيسة
- التهاب
- استسقاء
- نزف جذع الدماغ
- اختلاجات
- اضطرابات بصرية وفقدان سمع
- صداع
- صعوبة في التوازن أو المشي

بشكل عام، تختلف الأعراض اعتمادًا على نوع الكيسة وموقعها ضمن الجهاز العصبي المركزي.

## الأسباب
تتشكل الكثير من كيسات الجهاز العصبي المركزي في الرحم خلال الأسابيع القليلة الأولى من التطور نتيجة للعيوب الخلقية. لدى البالغين، يمكن أن تتشكل الكيسات أيضًا بسبب أذية في الرأس أو إصابة، ما يؤدي إلى تشكل أنسجة نخرية (أنسجة ميتة)، ويمكن أن تظهر أحيانًا بسبب أورام سرطانية أو عدوى في الدماغ. ومع ذلك، فإن الأسباب الكامنة لتكون الكيسات مازالت غير معروفة.